# Gustav Kramer (Zoologe)
Gustav Kramer (* 11. März 1910 in Mannheim; † 19. April 1959 in Castrovillari, Italien) war ein deutscher Zoologe und Ornithologe. Er entdeckte Ende der 1940er-Jahre, dass Vögel die Sonne als Kompass benutzen können.

## Leben
Gustav Kramer war der Sohn des gleichnamigen Hotelbesitzers Gustav Kramer (* 1877) und dessen Ehefrau Elisabeth Werner (* 1884). Nach dem Studium der Biologie in Berlin, während dessen er u. a. bei Oskar Heinroth am Zoo-Aquarium hospitiert hatte und sich speziell für Amphibien interessierte, wurde Kramer 1933 in Berlin bei Erwin Stresemann durch eine Studie über die Orientierungsleistung des Seitenlinienorgans beim Krallenfrosch (Xenopus laevis) promoviert. Danach arbeitete er in Heidelberg im Kaiser-Wilhelm-Institut für medizinische Forschung unter Ludolf von Krehl über den Stoffwechsel von Amphibien; in Heidelberg wurde er auch habilitiert. Kramer war schon in den 1930er-Jahren Mitarbeiter an der Vogelwarte Rossitten, wo er sich mit Vogelzug befasste und in der Zeitschrift Der Vogelzug publizierte. Nach erfolgter Habilitation forschte er als Assistent am Deutsch-Italienischen Institut für Meeresbiologie in Rovigno und schließlich – bis 1941 – in Neapel an Eidechsen, vor allem an der Adriatischen Mauereidechse. Vergleichend-morphologisch und experimentell-genetisch untersuchte er vor allem die Unterschiede zwischen Festlands- und Inselrassen, da hieraus Rückschlüsse auf die Artbildung gezogen werden konnten. Neben diesen ethologischen und taxonomisch-zoogeografischen Publikationen entstanden damals auch seine ersten Studien über Allometrie bei den Vögeln und zum Vogelzug.
Ab 1948 leitete Gustav Kramer eine Abteilung des Max-Planck-Instituts für Meeresbiologie in Wilhelmshaven. Dort entwickelte er ein Arbeitsprogramm zur Lösung der Frage, wie Vögel sich über weite Strecken zu orientieren vermögen. Er konstruierte eine Apparatur, mit deren Hilfe seinen Testtieren ein falscher Sonnenstand vorgespiegelt werden konnte, so dass er nachweisen konnte, dass die Vorzugsflugrichtung von der Position der Sonne am Himmel abhängig ist. Da eine solche Fähigkeit den Besitz einer inneren Uhr voraussetzt, die die Tageszeit messen kann, strebte Kramer eine Zusammenarbeit u. a. mit Jürgen Aschoff an.
Tatsächlich wurde Kramer am 1. April 1959 zusammen mit Aschoff dem neu entstehenden Max-Planck-Institut für Verhaltensphysiologie zugeordnet und zum Leiter der Vogelwarte Radolfzell ernannt; in Walddorf bei Tübingen sollte für ihn ein Neubau entstehen. Dessen Ausschachtungsarbeiten hatten schon begonnen, da stürzte Gustav Kramer am 19. April 1959 beim Versuch, junge Felsentauben aus ihren Nestern zu nehmen, im Gebirge Kalabriens, nahe Cosenza, von einer Steilwand ab und war sofort tot. Seine beiden Söhne bargen seine Leiche unter Lebensgefahr aus dem hochgehenden Bergfluss  Raganello. Die Beisetzung fand am 27. April in Neckargemünd statt.
In einem Nachruf schrieb Konrad Lorenz im Journal für Ornithologie, „sein berechtigter Weltruhm als Initiator der experimentell analytischen Orientierungsforschung“ dürfe nicht vergessen lassen, „welch hochwichtige Ergebnisse Gustav Kramer auf gänzlich anderen Gebieten errungen“ habe. Hierzu zähle die Entdeckung des „Ferntastsinnes“ beim Krallenfrosch in seiner Doktorarbeit und seine Kompetenz auf dem Gebiet der Allometrie der Vögel.
Kramer war seit 1939 mit Romilde Faraggiana verheiratet, das Paar hatte zwei Söhne und eine Tochter.

## Schriften (Auswahl)
- Bewegungsstudien an Vögeln des Berliner Zoologischen Gartens. In: Journal für Ornithologie. Band 78, Nr. 3, 1930, S. 257–268, doi:10.1007/BF01953322.
- Zug in großer Höhe. In: Vogelzug. Band 2, Nr. 2, 1931, S. 69–71, Volltext (PDF).
- Untersuchungen über die Sinnesleistungen und das Orientierungsverhalten von Xenopus laevis Daud. In: Zoologische Jahrbücher. Band 52, 1933, S. 629–676; zugl. Phil. Diss. (Berlin 1933), Fischer, Jena 1933.
- Der Ruheumsatz von Eidechsen und seine quantitative Beziehung zur Individuengröße. In: Zeitschrift für vergleichende Physiologie. Band 20, Nr. 5, 1934, S. 600–616, doi:10.1007/BF00339155.
- mit Robert Mertens: Zur Verbreitung und Systematik der festländischen Mauer-Eidechsen Istriens. In: Senckenbergiana. Band 20, Frankfurt am Main 1938, S. 48–66.
- Über Richtungstendenzen bei der nächtlichen Zugunruhe gekäfigter Vögel. In: Ernst Mayr und Ernst Schüz (Hrsg.): Ornithologie als biologische Wissenschaft. 28 Beiträge als Festschrift zum 60. Geburtstag von Erwin Stresemann. Carl Winter Universitätsverlag, Heidelberg 1949, S. 269–283, ISBN 978-3-53301286-3.
- Orientierte Zugaktivität gekäfigter Singvögel. In: Die Naturwissenschaften. Band 37, Nr. 8, 1950, S. 188–188, doi:10.1007/BF00638884.
- Weitere Analyse der Faktoren, welche die Zugaktivität des gekäfigten Vogels orientieren. In: Die Naturwissenschaften. Band 37, Nr. 16, 1950, S. 377–378, doi:10.1007/BF00626007.
- Eine neue Methode zur Erforschung der Zugorientierung und die bisher damit erzielten Ergebnisse. In: Proc. Xth. Intern. Ornithol. Congr. (Uppsala 1950). 1951, S. 269–280.
- Die Sonnenorientierung der Vögel. In: Verhandlungen der Deutschen Zoologischen Gesellschaft (Freiburg 1952). 1953, S. 72–84.
- Experiments on bird orientation. In: Ibis. Band 94, 1952, S. 265–285, doi:10.1111/j.1474-919X.1952.tb01817.x.
- Wird die Sonnenhöhe bei der Heimfindeorientierung verwertet? In:  Journal für Ornithologie. Band 94, Nr. 3–4, 1953, S. 201–219, doi:10.1007/BF01922508.
- Recent experiments on bird orientation. In: Ibis. Band 101, 1959, S. 399–416, doi:10.1111/j.1474-919X.1959.tb02396.x.

## Belege
1. ↑  Konrad Lorenz: Zum Geleit. [Erwin Stresemann zum 70. Geburtstag]. In: Journal für Ornithologie. Band 101, Nr. 1–2, 1960, S. 3–6, Volltext (PDF).
2. ↑  Dr. Gustav Kramer. In: ZOBODAT.at. OÖ Landes-Kultur GmbH Eintrag von Kramer mit Publikationsliste.
3. ↑  Gustav Kramer †. In: Die Vogelwarte . Band 20, Nr. 1, 1959, S. 73, Volltext (PDF).
4. ↑  Konrad Lorenz: Gustav Kramer †. In: Journal für Ornithologie. Band 100, 1959, S. 265–268, Volltext (PDF).

| Personendaten    | Personendaten                                                                   |
| ---------------- | ------------------------------------------------------------------------------- |
| NAME             | Kramer, Gustav                                                                  |
| KURZBESCHREIBUNG | deutscher Biologe, Zoologe, Ornithologe, entdeckte den Sonnenkompass bei Vögeln |
| GEBURTSDATUM     | 11. März 1910                                                                   |
| GEBURTSORT       | Mannheim                                                                        |
| STERBEDATUM      | 19. April 1959                                                                  |
| STERBEORT        | Castrovillari, Italien                                                          |